# 내일의 WA!
내일의 와(WA)!(あすのWA!)은 NHK 종합 텔레비전에서 방영되고 있는 뉴스 프로그램으로 제작은 NHK 와카야마 방송국에서 하고 있다.

## 방송 소개
2011년 4월 4일 첫방송을 시작해 현재도 이어지고 있는 저녁 뉴스 프로그램으로 퇴근 시간 와카야마현 지역의 뉴스와 생활소식을 전해주는 프로그램이다.

## 방송 시간
- 월 ~ 금 저녁 6시 30분 ~ 7시(30분)